# Polkadot
Polkadot es un marco multi-cadena que admite la interoperabilidad entre cadenas muy diferentes con varias propiedades, incluidas cadenas de pruebas de autoridad encriptadas adecuadas para redes empresariales internas (siempre que confirmen ciertas especificaciones). Por primera vez en su historia, las diferentes cadenas de bloques formarán una gran red multi-cadena interoperable e inclusiva con seguridad agrupada.
Polkadot es un mecanismo de retransmisión que facilita las transacciones autenticadas de una cadena de bloques a otra. Proporciona seguridad compartida que es igual para todos los miembros, independientemente del protocolo que utilicen. En segundo lugar, permite transacciones sin confianza entre todas sus cadenas de miembros. Una intercadena que actúa como un conjunto de mensajes seguros entre blockchains.
Permite nuevos diseños de blockchains para comunicarse y poner en común su seguridad al tiempo que les permite tener funciones de transición de estado completamente arbitrarias. Esto abre la puerta a un "internet" de blockchains, donde las cadenas privadas y de consorcios pueden ser cortadas de cadenas abiertas y públicas como Ethereum sin perder la capacidad de comunicarse con ellas en sus propios términos, a diferencia de la sinergia de intranet / internet que vemos hoy.

## Protocolo

### Descripción general
El protocolo Polkadot será una tecnología multi-cadena expandible y heterogénea. A diferencia de implementaciones de blockchain antecesoras que se han enfocado en brindar una cadena única con grados variados de generalidad sobre aplicaciones potenciales, Polkadot brindará la cadena de relevos (relay-chain) como cimiento sobre la cual un gran número de estructuras de datos validables, coherentes de manera global y dinámicas podrán ser alojadas.
Puede ser considerado equivalente a un set de cadenas independientes[cita requerida](el set podría contener Ethereum, Ethereum Classic, Namecoin, Bitcoin) excepto por dos muy importantes puntos: seguridad compartida y transacciones entre cadenas sin necesidad de avales o confianza mutua.
Polkadot es considerado[¿quién?] extensible por diseño. En principio, una función/programa implementada en Polkadot puede ser paralelizada sustancialmente —extendida— a través de un gran número de cadenas paralelas. Debido a que todos los aspectos de cada cadena paralela pueden ser llevados a cabo por diferentes segmentos de la red, el sistema tiene cierta habilidad de ser extendido.
Está pensado para brindar un esqueleto de infraestructura, dejando así una gran parte de la complejidad para ser resuelta en el nivel de middleware.
Polkadot es construido para conectar cadenas/consorcios privados, redes públicas, sin necesidad de permisos, oráculos y desarrollos tecnológicos futuros que restan de ser creados en el ecosistema Web. Permite una Internet donde cadenas de bloques independientes pueden intercambiar información y transacciones sin necesidad de avales o confianza entre ellos, a través de la cadena de relevo Polkadot, bajo los principios clave de expansibilidad, gobernanza y permeabilidad.
En líneas generales, Polkadot intenta resolver los siguientes problemas:
- Interoperabilidad: Polkadot está diseñado para permitirle a las aplicaciones y los contratos inteligentes en una cadena de bloques realizar transacciones de datos y bienes sin interrupciones en otras cadenas.
- Extensibilidad: Polkadot brinda la habilidad de soportar varias para-cadenas, cada una de ellas procesando transacciones múltiples en paralelo, lo que permite a las redes obtener extensibilidad infinita.
- Seguridad compartida: con Polkadot, la seguridad es compartida a través de la red, lo que significa que las cadenas individuales pueden obtener seguridad colectiva sin tener que comenzar de cero a ganar tracción y confianza.

## Historia

### Doctor Gavin James Wood
Gavin Wood es el cofundador y director actual de Parity Technologies. Anteriormente fue el CTO y cofundador del proyecto Ethereum, codiseñador del Protocolo Ethereum, autor de su especificación formal, y creó y programó la primera implementación funcional de Ethereum. Ha apoyado al lenguaje Solidity, fue el jefe de proyecto de IDE, y diseñó e implementó el protocolo Whisper. Wood tiene un doctorado en Ciencias de la Computación de la Universidad de York.
Wood publicó el white paper de Polkadot el 14 de noviembre de 2016. Se decidió luego que el protocolo sea administrado y financiado por la Web3 Foundation, fundada en junio de 2017.

### Oferta Inicial de Monedas (ICO)
Polkadot lanzó su venta de tokens el 15 de octubre de 2017. El formato de esta ICO fue una subasta holandesa de segundo precio. La ICO culminó el 27 de octubre de 2017, recaudando un total de 485,331 ETH (Ether, la moneda de la blockchain Ethereum). Actualmente se encuentra en la bolsa de NYSE esperando la compra.

## Token (DOT)

### Funciones
El token DOT tiene tres propósitos distintos: gobernanza sobre la red, operación y vinculación.

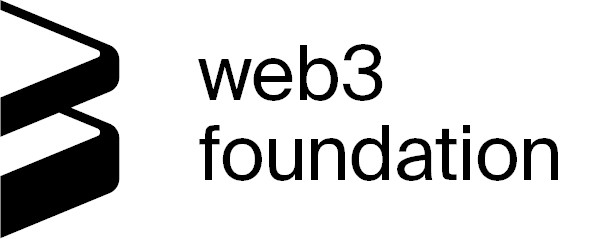
Web3 Foundation

Los poseedores de DOTs tienen el control completo sobre el protocolo. Todos los privilegios, que en otras plataformas son exclusivos de los mineros, serán otorgados a los participantes de la relay chain (poseedores de DOTs), incluyendo el manejo de eventos excepcionales tales como arreglos o actualizaciones del protocolo.
La teoría del juego incentiva a los poseedores de DOTs a comportarse de manera honesta. Los buenos actores son recompensados por este mecanismo, mientras los malos actores perderán su participación en la red. Esto asegura que la red se mantenga segura.

Las nuevas para-cadenas se integran vinculando DOTs. Las para-cadenas obsoletas o anticuadas se remueven quitando los DOTs vinculados. Esto es una forma de Prueba de Participación.
El DOT es un token nativo, y los DOTs serán lanzados cuando se termine el bloque génesis de Polkadot.

## Desarrollo
La Web3 Foundation le ha encargado a Parity Technologies la construcción del protocolo Polkadot. Este trabajo se encuentra en proceso de desarrollo.
El lanzamiento del bloque génesis de Polkadot se espera para el tercer cuarto del 2019. Varias blockchain de alto perfil han ya expresado intención de construir una para-cadena Polkadot, tales como Melonport.